# Учал
Уча́л — река в России, протекает по Турочакскому району Республики Алтай. Устье реки находится в 74 км от устья Пыжи по левому берегу. Длина реки составляет 33 км.

## Данные водного реестра
По данным государственного водного реестра России относится к Верхнеобскому бассейновому округу, водохозяйственный участок реки — Бия, речной подбассейн реки — Бия и Катунь. Речной бассейн реки — (Верхняя) Обь до впадения Иртыша.